# ميرارس
ميرارس (الاسم العلمي: Mirarce)(تعني «مرسال مجنح رائع») هو جنس من الطيور المنقرضة من أواخر العصر الطباشيري من ولاية يوتا. يحتوي على نوع واحد فقط M. eatoni.